# Seth MacFarlane
Seth Woodbury MacFarlane (Kent, Connecticut, 26. listopada 1973.) američki je glumac i bivši glazbenik. Poznat je kao tvorac televizijskih serija Family Guy i The Orville te kao jedan od tvoraca televizijskih serija American Dad! i The Cleveland Show (2009. – 2013.). Uz to je pisao scenarije, režirao i glumio u glavnim ulogama u filmovima Ted (2012.), njegovu nastavku Ted 2 (2015.) i Tko preživi, pričat će (2014.).

## Rani život
Odrastao je u Kentu u američkoj saveznoj državi Connecticut sa svojim roditeljima i sestrom Rachel.
Počeo je crtati kao dvogodišnjak.
Završio je Rhode Island School of Design i od tada izrađuje svoje prve projekte.

## Privatni život
MacFarlane živi na Beverly Hillsu u Kaliforniji.
MacFarlane je bio u vezi s glumicom Emilijom Clarke od 2012. do 2013., odlučili su ostati u prijateljskom odnosu.
Iako je odrastao u katoličkoj obitelji, MacFarlane se izjašnjava kao ateist.